# Ernst Sars
Johan Ernst Welhaven Sars, född 11 oktober 1835 i Florø, död 27 januari 1917, var en norsk historiker och politiker. Han var son till Michael Sars och bror till Georg Ossian Sars. 
Ernst Sars var påverkad av Henry Thomas Buckles positivism och Charles Darwins och Herbert Spencers olika varianter av evolutionslära, och såg i Norges historia manifestationen av en utveckling mot nationell särart och  dess bevarande samt en strävan mot statlig frigörelse. Han blev professor i Oslo 1874.

## Bibliografi

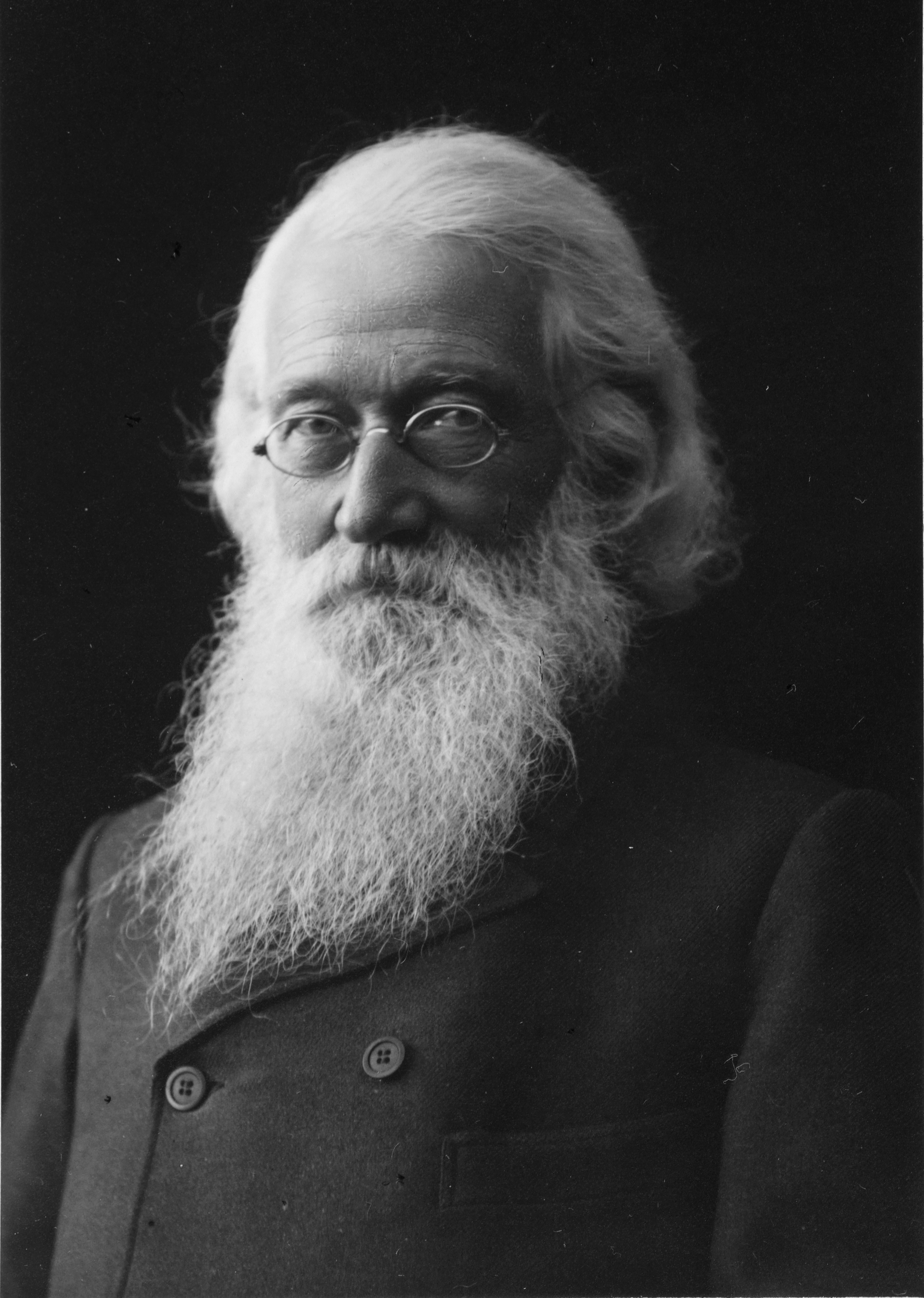
Ernst Sars.